# Giovanni Urbani

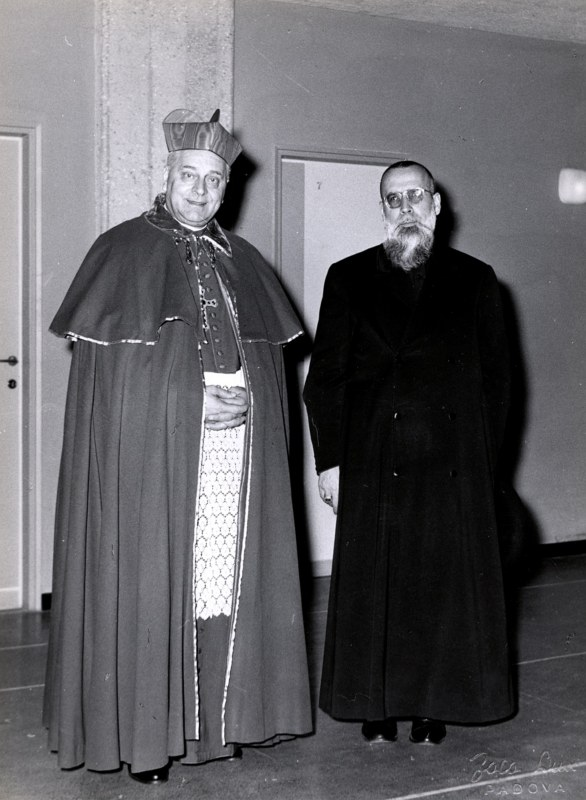
Kardinal Urbani (links) mit Bischof Girolamo Bartolomeo Bortignon von Padua, 1964

Kardinalswappen

Giovanni Kardinal Urbani (* 26. März 1900 in Venedig, Italien; † 17. September 1969 ebenda) war Erzbischof und Patriarch von Venedig.

## Leben
Giovanni Urbani studierte die Fächer Katholische Theologie und Philosophie an der Universität Venedig. Er empfing am 24. September 1922 das Sakrament der Priesterweihe und war bis zum Jahre 1945 Seelsorger in Venedig. Darüber hinaus unterrichtete er am patriarchalen Priesterseminar. 1936 verlieh ihm Papst Pius XII. den Titel eines Geheimkämmerers Seiner Heiligkeit. 1946 übernahm Giovanni Urbani die Aufgabe des Sekretärs und Nationalen Rats der Katholischen Aktion Italiens.
Am 26. Oktober 1946 erhielt er die Ernennung zum Titularbischof von Axomis und zum Weihbischof in Venedig durch Papst Pius XII. Adeodato Giovanni Kardinal Piazza spendete ihm am 8. Dezember 1946 die Bischofsweihe, Mitkonsekratoren waren Giovanni Jeremich, Weihbischof in Venedig, und Carlo Zinato, Bischof von Vicenza. Am 27. November 1948 wurde er Titularerzbischof von Sardes. 1955 wurde Giovanni Urbani Bischof von Verona mit dem persönlichen Titel eines Erzbischofs, im November 1958 Erzbischof und Patriarch von Venedig. Im Dezember des gleichen Jahres nahm ihn Papst Johannes XXIII. als Kardinalpriester mit der Titelkirche Santa Prisca in das Kardinalskollegium auf. 1962 wurde ihm die Titelkirche San Marco übertragen.
Urbani nahm am Zweiten Vatikanischen Konzil teil und gehörte der Koordinierungskommission des Konzils an. Er nahm zudem am Konklave 1963 teil, das Paul VI. zum Papst wählte. Kardinal Urbani war von 1966 bis 1969 Präsident der Italienischen Bischofskonferenz. Er nahm vom 29. September bis 29. Oktober 1967 an der ersten ordentlichen Generalversammlung der Bischofssynode teil.
Giovanni Urbani starb am 17. September 1969 nach einem Herzinfarkt in Venedig und wurde im Markusdom beigesetzt.

## Ehrungen
- 1963: Großkreuz des Verdienstordens der Italienischen Republik